# Stazione di Solarolo
Stazione di Solarolo vasútállomás Olaszországban, Solarolo településen.

## Vasútvonalak
Az állomást az alábbi vasútvonalak érintik:
- Castelbolognese–Ravenna-vasútvonal

## Kapcsolódó állomások
A vasútállomáshoz az alábbi állomások vannak a legközelebb:
- Stazione di Castelbolognese-Riolo Terme
- Stazione di Barbiano